# Портрет Ивана Андреевича Ливена
«Портрет Ивана Андреевича Ливена» — картина Джорджа Доу и его мастерской, из Военной галереи Зимнего дворца.
Картина представляет собой погрудный портрет в профиль генерал-лейтенанта графа Ивана Андреевича Ливена из состава Военной галереи Зимнего дворца.
К началу Отечественной войны 1812 года генерал-майор граф Ливен командовал 10-й пехотной дивизией в 3-й Западной армии, сражался против французов в белорусских губерниях. Во время Заграничных походов 1813 и 1814 годов командовал отдельным отрядом в корпусе Ф. В. Остен-Сакена, за боевые отличия в Польше и Силезии был произведён в генерал-лейтенанты и далее отличился в Битве народов под Лейпцигом и в сражении при Ла-Ротьере, где был ранен.
Изображён в генеральском мундире, введённом для пехотных генералов 7 мая 1817 года — это ошибка художника, поскольку Ливен вышел в отставку ещё в конце 1815 года и носил мундир образца 1808 года с двумя рядами пуговиц. На шее крест ордена Св. Георгия 3-го класса; по борту мундира кресты ордена Св. Владимира 2-й степени и прусского ордена Красного орла 2-й степени; справа на груди серебряная медаль «В память Отечественной войны 1812 года» на Андреевской ленте, звёзды орденов Св. Александра Невского и Св. Владимира 2-й степени. С тыльной стороны картины надписи: Cte Lieven и Geo Dawe RA pinxt. Подпись на раме: И. А. Ливенъ 3й, Генералъ Лейтенантъ.
7 августа 1820 года Комитетом Главного штаба по аттестации Ливен был включён в список «генералов, заслуживающих быть написанными в галерею» и 10 августа 1821 года император Александр I приказал написать его портрет. Гонорар Доу за написанный портрет был выплачен 10 ноября 1821 года. Готовый портрет поступил в Эрмитаж 7 сентября 1825 года.